# Idaea ciliipunctata
Idaea ciliipunctata là một loài bướm đêm trong họ Geometridae.